# Melanatractus
Melanatractus is een geslacht van kevers uit de familie  
kniptorren (Elateridae).
Het geslacht is voor het eerst wetenschappelijk beschreven in 1933 door Fleutiaux.

## Soorten
Het geslacht omvat de volgende soort:
- Melanatractus acutus Fleutiaux, 1933